# デジタル社会の日 (インド)
デジタル社会の日（英: Digital Society Day）は、インドで10月17日に祝われる「社会のデジタル化を祝う記念日」のこと。

## インドにおける「10月17日」の意義
インドにおけるデジタル社会に関する初めての法律は、2000年の情報技術法（英語版）であり、その公布日が2000年10月17日であるのに因んで、10月17日がインドのデジタル社会への移行にとって節目である重要な日と認識される。
この法律により、インドで初めて電子文書が法的に認められるとともに、電子文書の法的有効性を担保する手段としてデジタル署名による認証方法がもたらされた。さらに、情報技術法は、サイバー犯罪を規定していて、その被害を迅速に追跡処理する仕組みが整備されている。
このような法整備により、電子商取引の成立や電子政府の実現のため土台となる、ネット上の「契約の成立」が可能となったことは、デジタル社会が発展していく上で重要であった。それゆえ、この日がインドのデジタル史上における大事な日として記憶にとどめられるように啓発されている。
サイバー法専門大学（英: Cyber Law College）は、10月17日の「デジタル社会の日」としての意義を踏まえ、情報技術法の目的の実現に関わる特別な履修プログラムをインドで初めて実施している。
また、サイバー法専門大学の創設者のナヴィ（英: Na.Vijayashankar の 略称 Naavi）が慈善信託して運営するインド・デジタルソサエティ財団も、インドのサイバー法についての規範意識を高めるために、地域社会に積極的に関わって啓発活動を起こしている。
さらに、10月17日は、貧困撲滅のための国際デーでもあって、情報通信技術（英: information and communications technology、略称：ICT）を活用した貧困削減は、世界情報社会サミット (WSIS)のテーマである。
デジタルソサエティ財団は、デジタル社会への移行がインド農村部の貧困削減につながることを目的とした援助プロジェクトに取り組んでいる。
この日を正式に祝う催しは、2006年にベンガルール（英: Bengaluru、旧称バンガロール）でデジタルソサエティ財団が主催したイベントに始まっている。そこで、10月17日が「デジタル社会の日」としてカルナータカ州高等裁判所のN Kumar首席裁判官によって正式に宣言された。それ以来、この日は、インドのデジタル社会に関心のある活動において記念日とされている。